# Kôprovský štít
Kôprovský štít je jeden z volně přístupných vrcholů ve Vysokých Tatrách.
Tyčí se přímo nad Veľkým Hincovým plesem. Je vysoký 2363 m a z jeho vrcholu je překrásný výhled na polskou i slovenskou část Vysokých Tater.

## Přístup
Cesta na tento vrchol vede od Štrbského plesa, kolem Popradského plesa (1495m) a největšího plesa na slovenské straně Vysokých Tater – Velkého Hincova plesa (1964 m) a dále přes Vyšné Kôprovské sedlo (2180 m) na vrchol. Celý výstup od Štrbského plesa zabere 3 a půl až 5 hodin.
Další možnost výstupu je z Podbanského Kôprovou a Hlinskou dolinou nebo ze Třech studniček do Kôprové a Hlinské doliny.

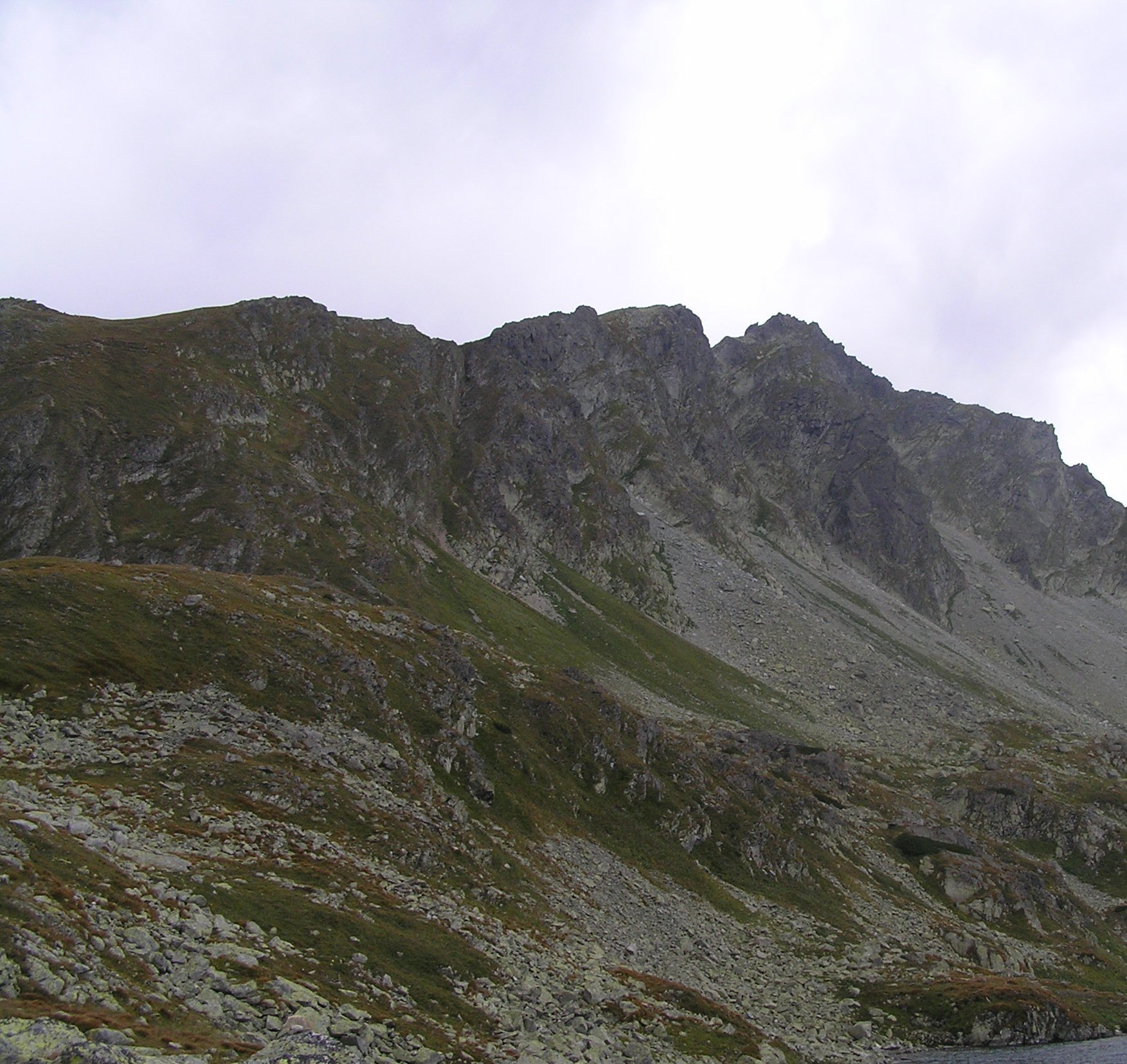
Kôprovský štít od Hlincova plesa